# La discesa di Aclà a Floristella
La discesa di Aclà a Floristella, (Aclà's Descent into Floristella) est un film Italien réalisé par Aurelio Grimaldi, sorti en 1992.

## Synopsis
Au début du siècle, la vie extrêmement dure des mineurs italiens et particulièrement celle d’un garçon de 11 ans qui est le sujet central de ce drame. 
Le jeune Aclà, encore enfant, a toutefois l’âge d’accompagner son père et ses deux frères à la mine souterraine de soufre, où ils travaillent six jours par semaine pour un salaire de misère.

## Fiche technique
- Titre : La discesa di Aclà a Floristella
- Titre anglais : Aclà's Descent into Floristella
- Photographie : Maurizio Calvesi
- Montage : Raimondo Crociani
- Musique : Dario Lucantoni
- Scénographie: Giantito Burchiellaro
- Durée : 86 minutes
- Dates de sortie :
  -  Italie : 10 septembre 1992
  -  États-Unis : 3 décembre 1993 (New York)

## Distribution
- Francesco Cusimano : Aclà
- Tony Sperandeo : Caramazza
- Luigi Maria Burruano : Père d’Aclà
- Lucia Sardo (it) : Mère d’Aclà
- Giovanni Alamia : Salvo
- Benedetto Raneli : Il prete
- Giuseppe Cusimano : Maurizio Rizzuto
- Rita Barbanera : Concetta Rizzuto
- Salvatore Scianna : Calogero Rizzuto
- Ignazio Donato : Pietro
- Luciano Venturino : Pino Rizzuto